# Escala macrosísmica europea
L'escala macrosísmica europea, anomenada formalment EM-98, pretén quantificar la intensitat d'un terratrèmol a partir de la combinació de dades objectives (com energia alliberada) i efectes a la zona. S'estructura en dotze graus, que són:
1. no es nota
2. es pot notar lleugerament en situacions concretes
3. la vibració és feble, es pot notar per part dels individus
4. vibració d'objectes, els dorments es desperten
5. vibració forta d'objectes, es pot notar a alguna estructura, possibles trencadisses menors
6. afectació a cobertes, possibles trencadisses, la gent abandona els edificis
7. els mobles es desplacen, afectació d'elements constructius menors, caiguda d'objectes
8. esquerdes a parets, possibles esfondraments d'estructures lleugeres, danys causats per desplaçaments d'objectes
9. afectació d'edificis, monuments i columnes
10. esfondrament d'edificis ordinaris
11. la majoria d'edificis es destrueixen, afectació al sòl
12. destrucció massiva